# Maria Cristina Giai Pron
Maria Cristina Giai Pron (Turín, 21 de agosto de 1974) es una deportista italiana que compitió en piragüismo en la modalidad de eslalon. Es prima del nadador Alessandro Miressi.
Ganó una medalla de bronce en el Campeonato Mundial de Piragüismo en Eslalon de 2002 y una medalla de bronce en el Campeonato Europeo de Piragüismo en Eslalon de 1996.
Participó en cinco Juegos Olímpicos de Verano, entre los años 1992 y 2008, ocupando el cuarto lugar en Atlanta 1996 y el octavo en Atenas 2004, en la prueba de K1 individual.

## Palmarés internacional
| Campeonato Mundial | Campeonato Mundial            | Campeonato Mundial | Campeonato Mundial |
| Año                | Lugar                         | Medalla            | Competición        |
| ------------------ | ----------------------------- | ------------------ | ------------------ |
| 2002               | Bourg-Saint-Maurice (Francia) | Medalla de bronce  | K1 individual      |
| Campeonato Europeo |                               |                    |                    |
| Año                | Lugar                         | Medalla            | Competición        |
| 1996               | Augsburgo (Alemania)          | Medalla de bronce  | K1 por equipos     |